# Quetta
Quetta je največje mesto in prestolnica province Baločistan v Pakistanu. Velja za sadni vrt Pakistana zaradi raznolikega rastlinskega in živalskega sveta.